# Jean Carrive
Jean Carrive (* 1904 in Bordeaux; † Januar 1963 ebenda) war ein französischer Autor, Dichter und Übersetzer, Mitglied der surrealistischen Bewegung.

## Biografie
Der aus einer protestantischen Familie stammende Jean Carrive lernte als Jugendlicher die Surrealisten kennen und wurde eines der ersten Mitglieder der Gruppe. Direkt neben André Breton erscheint er in der Liste der 19 Personen, die sich im Manifest des Surrealismus (1924) zum „absoluten Surrealismus“ bekannt haben. Er verließ die Gruppe 1927.
1934 heiratete Carrive die deutsche Jüdin Charlotte Behrendt (1909–2002), Tochter von Fritz Behrendt, die er zuvor in Breslau – damals im Deutschen Reich – kennen gelernt hatte; Carrive war zu Studienzwecken in Deutschland gewesen. Am Wohnsitz von Carrives Eltern, dem kleinen Weingut La Girarde zwischen Bordeaux und Bergerac, fanden auch andere Verfolgte des Nationalsozialismus Zuflucht, darunter Baladine Klossowska, Rilkes letzte große Liebe, und ihr Sohn Pierre Klossowski.
Jean Carrive übersetzte, oft zusammen mit seiner Frau Charlotte, zahlreiche Texte Franz Kafkas ins Französische. Nach dem Krieg verschlechterte sich sein Gesundheitszustand. Die letzte Zeit seines Lebens verbrachte er in einem Krankenhaus in Bordeaux, wo er 1963 starb. Sein Freund Pierre Klossowski hielt am 21. Januar 1963 seine Trauerrede.
Die umfangreiche Bibliothek von Jean Carrive wurde am 17. November 2016 in Paris im Espace Tajan versteigert.